# Nososticta africana
Nososticta africana là loài chuồn chuồn trong họ Platycnemididae. Loài này được Schmidt mô tả khoa học đầu tiên năm 1944.